# Marco Pacione
Marco Pacione (né le 27 juillet 1963 à Pescara en Italie) est un joueur de football italien, et actuel dirigeant sportif.
Durant sa carrière, il a en tout joué 151 matchs en Serie A entre la seconde moitié des années 1980 et le début des années 1990. Il a pris sa retraite à 31 ans en 1994. En 1995, il est parvenu à la direction du Chievo Vérone en tant que directeur sportif.

## Palmarès

### National
- Serie B : 3

Atalanta : 1983-84
Torino : 1989-90
Reggiana : 1992-93
- Serie A : 1

Juventus : 1985-1986

### International
- Coupe intercontinentale : 1

Juventus : 1985